# Jonas Damborg
Jonas Damborg (ur. 17 kwietnia 1986 w Skørping) – duński piłkarz występujący na pozycji pomocnika. Od 2011 jest zawodnikiem klubu Hobro IK.

## Kariera klubowa
Damborg jako junior grał w klubach IF Frem Skörping oraz Randers FC, do którego pierwszej drużyny został włączony w sezonie 2004/2005. W pierwszej lidze duńskiej zadebiutował 10 kwietnia 2005 w zremisowanym 1:1 meczu z Odense BK. W debiutanckim sezonie zagrał w siedmiu ligowych meczach, a jego klub zajął 12. miejsce w klasyfikacji końcowej ligi duńskiej i spadł do drugiej ligi. W 2006 roku Damborg zdobył z klubem Puchar Danii, a także wywalczył z nim awans do pierwszej ligi. W sezonie 2006/2007 wraz z zespołem występował w Pucharze UEFA, ale zakończył go z nim na pierwszej rundzie. 22 października 2006 w wygranym 4:0 meczu z Aalborgiem strzelił pierwszego gola w trakcie gry w ekstraklasie. W sezonie 2008/2009 awansował z klubem do Ligi Europy, po zajęciu przez Randers FC 2. miejsca w klasyfikacji Fair Play ligi duńskiej. W 2011 przeszedł do Hobro IK.

## Kariera reprezentacyjna
W latach 2006–2008 Damborg rozegrał siedem spotkań i zdobył jedną bramkę w reprezentacji Danii U-21.